# Mercadona
A Mercadona é uma cadeia de supermercados espanhola, fundada por Juan Roig Alfonso [es], que conta com mais de 1.600 estabelecimentos. Baseia-se num modelo de comércio de proximidade, pelo que comercializa produtos locais de alimentação, higiene pessoal, limpeza do lar e cuidado de animais de estimação, através das suas marcas próprias.
A Mercadona conta com um quadro de mais de 85.500 colaboradores na Espanha e uma rede de 1.400 fornecedores e mais de 20.000 PME e produtores de matérias-primas, o que faz com que seja líder de vendas na Espanha, com vendas de 24.305 milhões de euros em 2018 e com cerca de 5,3 milhões de famílias como clientes.
O modelo de inovação que a Mercadona aplica foi objeto de análise internacional no relatório The Boston Consulting Group, e caso de estudo num debate sobre o modelo de inovação conjunta com os clientes.

## Origem e história
A Mercadona iniciou a sua atividade em 1977, dentro do grupo Cárnicas Roig em Valência (Espanha). O matrimónio formado por Francisco Roig Ballester e Trinidad Alfonso Mocholí transformaram o negócio familiar de talhos em mercearias.
Quatro anos depois, Juan Roig Alfonso, com a sua mulher, Hortensia Herrero, e os seus irmãos, Fernando, Trinidad y Amparo, compraram a Mercadona ao seu pai. A partir desse momento, Juan Roig assumiu o comando da Mercadona, que iniciou a sua atividade enquanto empresa independente.
A sua expansão arrancou de maneira mais local, em 1988, com a aquisição dos Supermercados Superette. Em 1989 chegou a Madrid através da aquisição da Cesta Distribución y Desarrollo de Centros Comerciales. No ano seguinte, Juan Roig e Hortensia Herrero ficaram com a maioria do capital da empresa.
Em 1991, a Mercadona absorve a Dinos y Super Aguilar, e em 1998, faz o mesmo com os Armazéns Paquer e os Supermercados Vilaró. Em 1997, assina um acordo de união com os Armazéns Gómez Serrano, iniciando-se a expansão para a Andaluzia.
A partir de 1993, a empresa implementa a estratégia comercial de Sempre Preços Baixos, que consiste em vender produtos com a melhor qualidade a um preço baixo e invariável. Três anos depois, a Mercadona cria as marcas Hacendado, Bosque Verde, Deliplus e Compy.
Em 2008, em pleno contexto de crise económica, a empresa leva a cabo um processo de realienação da estratégia com o Modelo de Qualidade Total. A Mercadona coloca o cliente no centro do seu negócio, convertendo-o no verdadeiro “chefe”, respeitando de igual forma todos os outros componentes do Modelo: o Colaborador, o Fornecedor, a Sociedade e o Capital.
A Mercadona planeou expandir-se internacionalmente para Itália. Porém, na apresentação de resultados de 2013, Juan Roig comunicou a paralisação do projeto para continuar a expansão por Espanha e centrar-se na implementação de uma estratégia de produtos frescos.
No final de 2018, a Mercadona contava com 1.636 supermercados em Espanha, estando presente em todas as províncias espanholas e nas cidades autónomas de Ceuta e Melilha. No fim do dito exercício, a sua faturação foi de 24.305 milhões de euros, com um lucro líquido de 593 milhões de euros, um aumento de 6% face ao ano anterior.

## Em Portugal

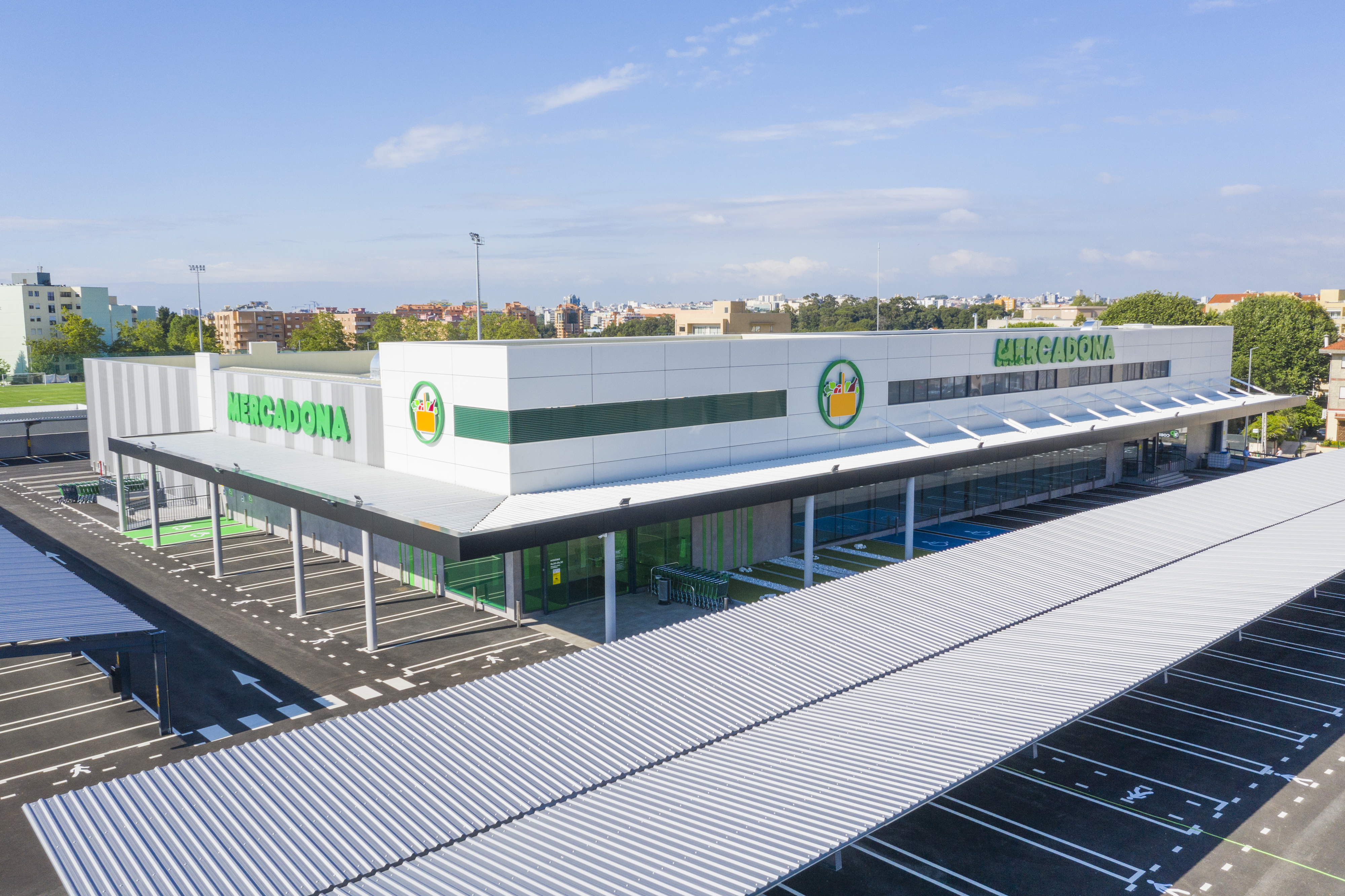
Mercadona em Canidelo, Vila Nova de Gaia (distrito do Porto), o primeiro supermercado em Portugal

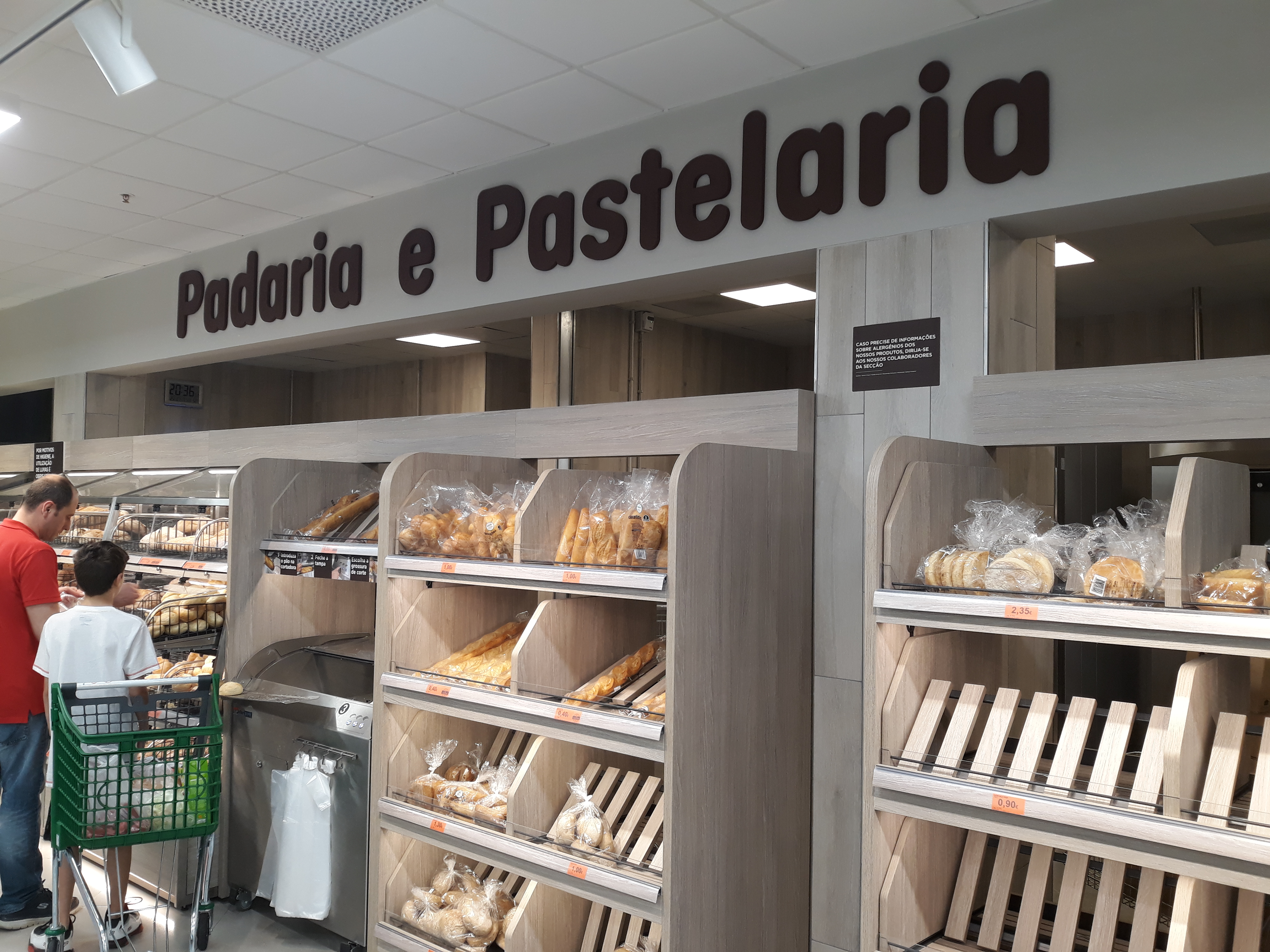
Mercadona em Canidelo

A Mercadona anunciou a sua expansão internacional em junho de 2016. A cadeia de supermercados abriu as suas primeiras 10 lojas em Portugal em 2019, começando com quatro lojas localizadas na região do Grande Porto, e as restantes 6 abriram durante o segundo semestre nos distritos do Porto, Braga e Aveiro e um bloco logístico na Póvoa de Varzim.
Em 2016, a Mercadona criou a sociedade Irmãdona Supermercados S.A., com sede no Porto, e deu início ao processo de recrutamento para cobrir as necessidades de emprego. Numa semana recebeu 5.000 candidaturas para o processo de contratação dos primeiros 120 diretivos para Portugal.
A cadeia de supermercados contou, no final de 2018, com 300 colaboradores portugueses investindo cerca de 50.000 na formação de cada colaborador.
O presidente da Mercadona, Juan Roig, explicou a eleição de Portugal para a sua expansão internacional pela proximidade do mercado e pelo potencial que representa, tendo destacado também a “oportunidade” que a expansão oferece de forma a “aprender tanto acerca do consumidor, como do setor de distribuição. Aliado a estes fatores, está também o facto de que a Mercadona já possui uma forte relação com fornecedores portugueses, tendo realizado  203 milhões de euros em compras neste país, entre 2016 e 2018.
Em 2017, abriu portas o Centro de Coinovação de Matosinhos, no qual a Mercadona se propõe a conhecer os gostos e hábitos do “Chefe” português (como a Mercadona chama internamente ao cliente) com o objetivo de desenvolver um sortido de produtos que o satisfaça. Em setembro do mesmo ano, o então Ministro da Economia de Portugal, Manuel Caldeira Cabral, visitou o Centro de Coinovação, acompanhado por Eduardo Pinheiro, então presidente da Câmara Municipal de Matosinhos, e outras autoridades. “Este investimento é um sinal da confiança da Mercadona em Portugal e abre oportunidades às empresas portuguesas para fornecerem novos produtos a este grupo, não só no mercado português, mas também em todo o mercado ibérico”, afirmou  Caldeira Cabral.

### Lojas em Portugal
O Mercadona abriu a primeira loja em Portugal no dia 2 de julho de 2019.
(ordenada por data de abertura)
1. Canidelo, Vila Nova de Gaia - 2 de julho de 2019
2. Matosinhos - 9 de julho de 2019
3. Maia - 16 de julho de 2019
4. Gondomar - 23 de julho de 2019
5. Barcelos - 26 de setembro de 2019
6. Porto - 29 de outubro de 2019
7. Ovar - 21 de novembro de 2019
8. São João da Madeira 28 de novembro de 2019
9. Mafamude, Vila Nova de Gaia - 3 de dezembro de 2019
10. Lamaçães, Braga - 12 de dezembro de 2019
11. Aveiro  16 de junho de 2020
12. Santo Tirso  25 de junho de 2020
13. Penafiel  15 de julho de 2020
14. Aveiro  30 de julho de 2020
15. Ermesinde 18 de agosto de 2020
16. Trofa 2 de setembro de 2020
17. Paços de Ferreira 30 de outubro de 2020
18. Águeda 16 de novembro de 2020
19. Viana do Castelo 2 de dezembro de 2020
20. Campanhã 16 de dezembro de 2020
21. Guimarães 9 de junho de 2021
22. Lordelo do Ouro 13 de julho de 2021
23. Espinho 27 de julho de 2021
24. Vila Nova de Famalicão 12 de agosto de 2021
25. Leça da Palmeira 7 de outubro de 2021
26. Vila do Conde 26 de outubro de 2021
27. Felgueiras 11 de novembro de 2021
28. Valongo 26 de novembro de 2021
29. Santa Maria da Feira 13 de dezembro de 2021
30. Guimarães 5 de abril de 2022
31. Póvoa de Varzim 3 de maio de 2022
32. Nogueira, Braga 7 de junho de 2022
33. Setúbal 28 de junho de 2022
34. Montijo 15 de julho de 2022
35. Santarém 2 de agosto de 2022
36. Viseu 25 de outubro de 2022
37. Caldas da Rainha 16 de novembro de 2022
38. Lourosa 30 de novembro de 2022
39. Oeiras 15 de dezembro de 2022
40. Marco de Canaveses 23 de maio de 2023
41. Figueira da Foz 20 de junho de 2023
42. Massamá 7 de julho de 2023
43. Lousada 8 de setembro de 2023
44. Corroios 19 de setembro de 2023
45. Gondomar 4 de outubro de 2023
46. Tapada das Mercês 19 de outubro de 2023
47. Torres Vedras 2 de novembro de 2023
48. Real Braga 16 de novembro de 2023
49. Alverca do Ribatejo Vila Franca de Xira 30 de novembro de 2023
50. Guarda 16 de maio de 2024
51. Oliveira de Azeméis 8 de agosto de 2024
52. Coimbra 5 de setembro de 2024
53. Leiria 19 de setembro de 2024
54. Évora 3 de outubro de 2024
55. Canelas, Vila Nova de Gaia. 17 de outubro de 2024
56. Rio de Mouro, Sintra 24 de outubro de 2024
57. Moreira, Maia. 31 de outubro de 2024
58. Fernão Ferro, Seixal. 14 de novembro de 2024
59. Eiras,[desambiguação necessária] Coimbra. 11 de agosto de 2024
60. Lavradio, Barreiro. 12 de dezembro de 2024
61. Santa Iria de Azóia, Loures. 20 de março de 2025
62. Milhundos, Penafiel. 22 de abril de 2025
63. Fafe 21 de maio de 2025

A cadeia de supermercados anunciou 10 aberturas para 2025: Fafe, Leiria (Vale Sepal), Lisboa (Alta de Lisboa e Quinta do Lambert), Loures (Frielas e Santa Iria da Azóia), Matosinhos (São Gens), Palmela, Penafiel (Sameiro) e Porto (Amial). A primeira abertura está a loja de Santa Iria da Azóia e programada para março desse ano.
Foram anunciadas as construções de outras novas lojas em diferentes partes do país, com abertura, possivelmente, em 2026: Moita, City Center Covilhã e Portimão.

## Crítica

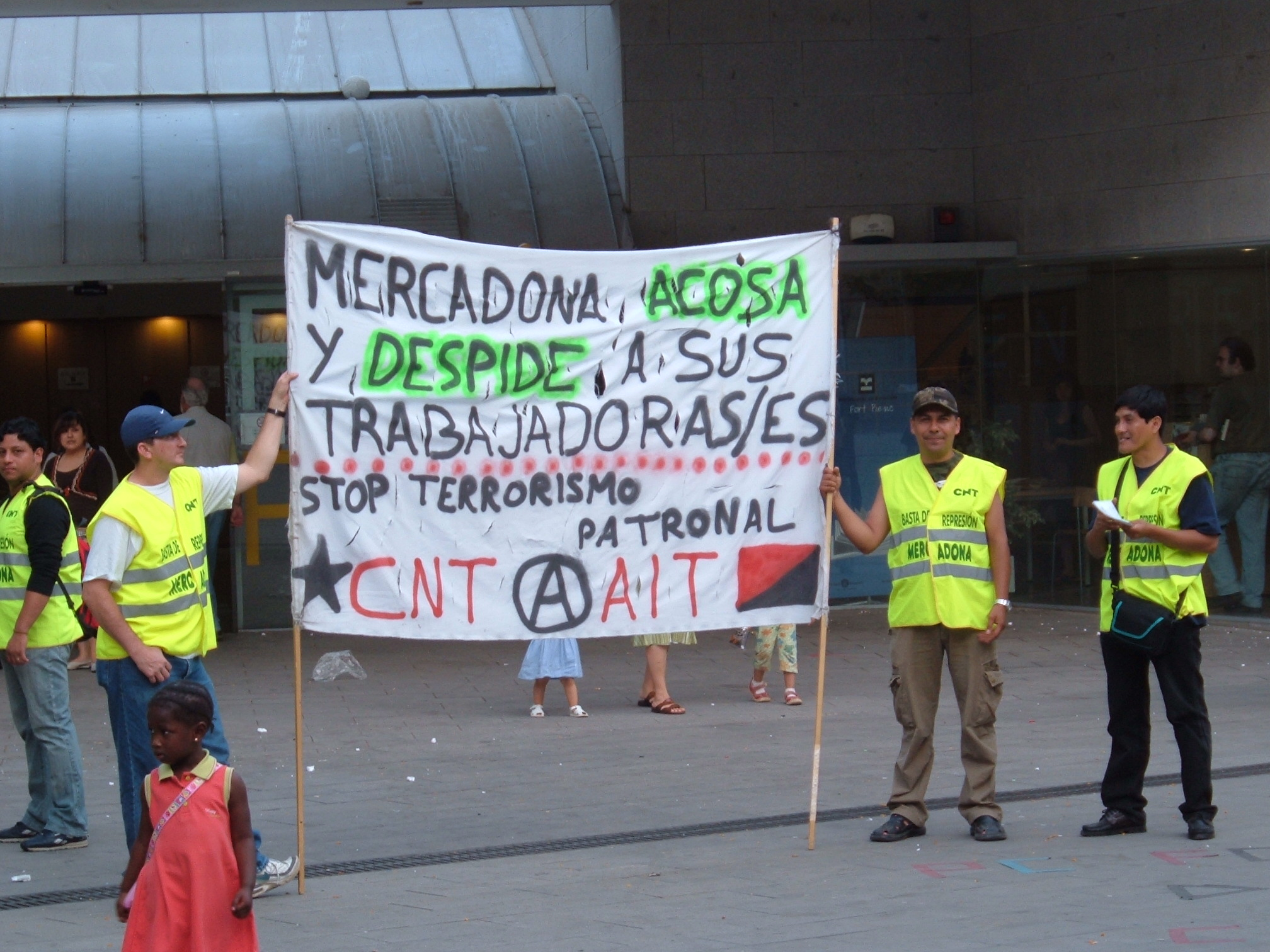
Trabalhadores de Mercadona numa greve em 2006. "Mercadona, acusa e despede, seus trabalhadores/as. Stop terrorismo patronal. CNT-AIT"

### Conflito laboral
Durante 2004 e 2016, enquanto as principais ativades da Mercadona eram na Espanha, a Confederación Nacional del Trabajo, composta por vários sindicatos autónomos do país, esteve em conflito laboral com a Mercadona.